# XXX dinastia egípcia

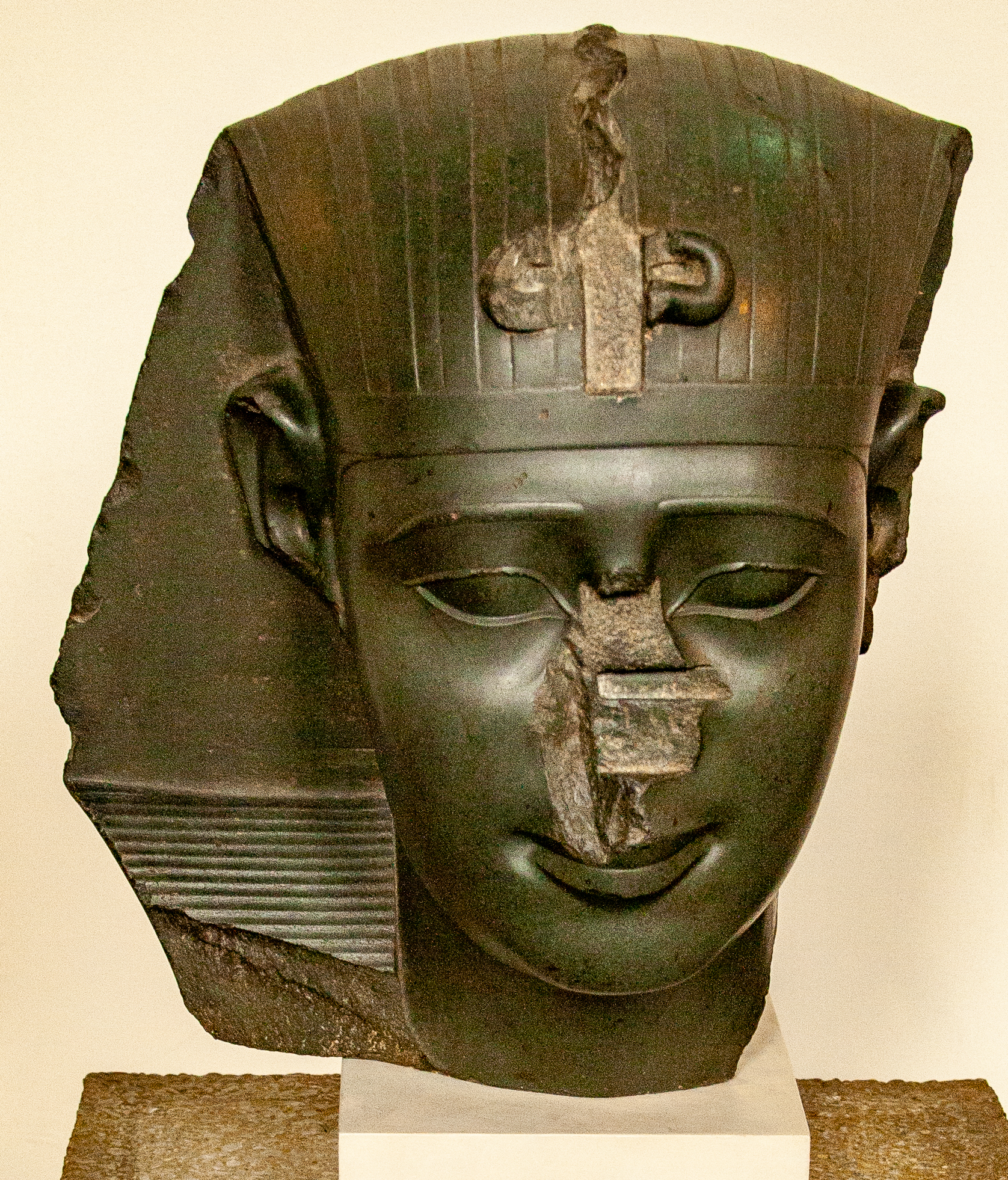
Escultura do período período tardio do Egito, sugere-se que pertence a XXX dinastia egípcia, provavelmente representando Nectanebo I.

A XXX dinastia egípcia iniciou-se quando Nectanebo I, general natural de Sebenito, antiga cidade localizada no Delta, usurpou o trono de Neferites II e fundou a XXX dinastia no ano de 380 a.C.
Durante o seu reinado, deu-se início um período de grande prosperidade em que as tradições artísticas da XXVI dinastia foram retomadas e desenvolvidas. Nectanebo I conseguiu vencer, também, uma invasão persa em 373 a.C., com a ajuda de gregos, e em 360 a.C. juntou-se a uma aliança de defesa das províncias dominadas pelo Império Aquemênida.
Em 365 a. C. Nectanebo I tornou seu filho Teos co-regente. Teos tornou-se faraó sozinho após a morte de seu pai em 362 a.C. e investiu na conquista de territórios pertencentes a Pérsia, a região da Palestina. Porém, este foi traído por uma rebelião no Egito na qual seu primo, Nectanebo II, foi declarado faraó.
Nectanebo II conteve uma tentativa de invasão da Pérsia comandado por Artaxerxes III em 350 a. C., mas não teve êxito em combater novamente em 343 sendo derrubado por Artaxerxes III que assumiu o Egito e fundou a 31ª dinastia (ou 2º período persa).
A 30ª dinastia é considerada, então, a última dinastia egípcia pura a reinar sobre as terras de Kemet (o Antigo Egito) e, também, foi a última a manter o Egito como uma entidade independente. E, apesar de o faraó Khababash ter reinado parte do Egito durante a 31ª dinastia, o faraó Nectanebo II é considerado o último faraó a governar o Egito.

## Lista de faraós
Ordem: Nome de batismo, (nome do cartucho, nome escolhido pelo faraó para reinar) – data do reinado
- Nectanebo I, (Kheperkare) – 380 - 362 a.C.
- Teos, (Irmaaten-re) – 365 - 360 a.C.
- Nectanebo II, (Senedjemib-re-setepenan-hur) – 360 - 343 a.C.